# Schloss Årsta

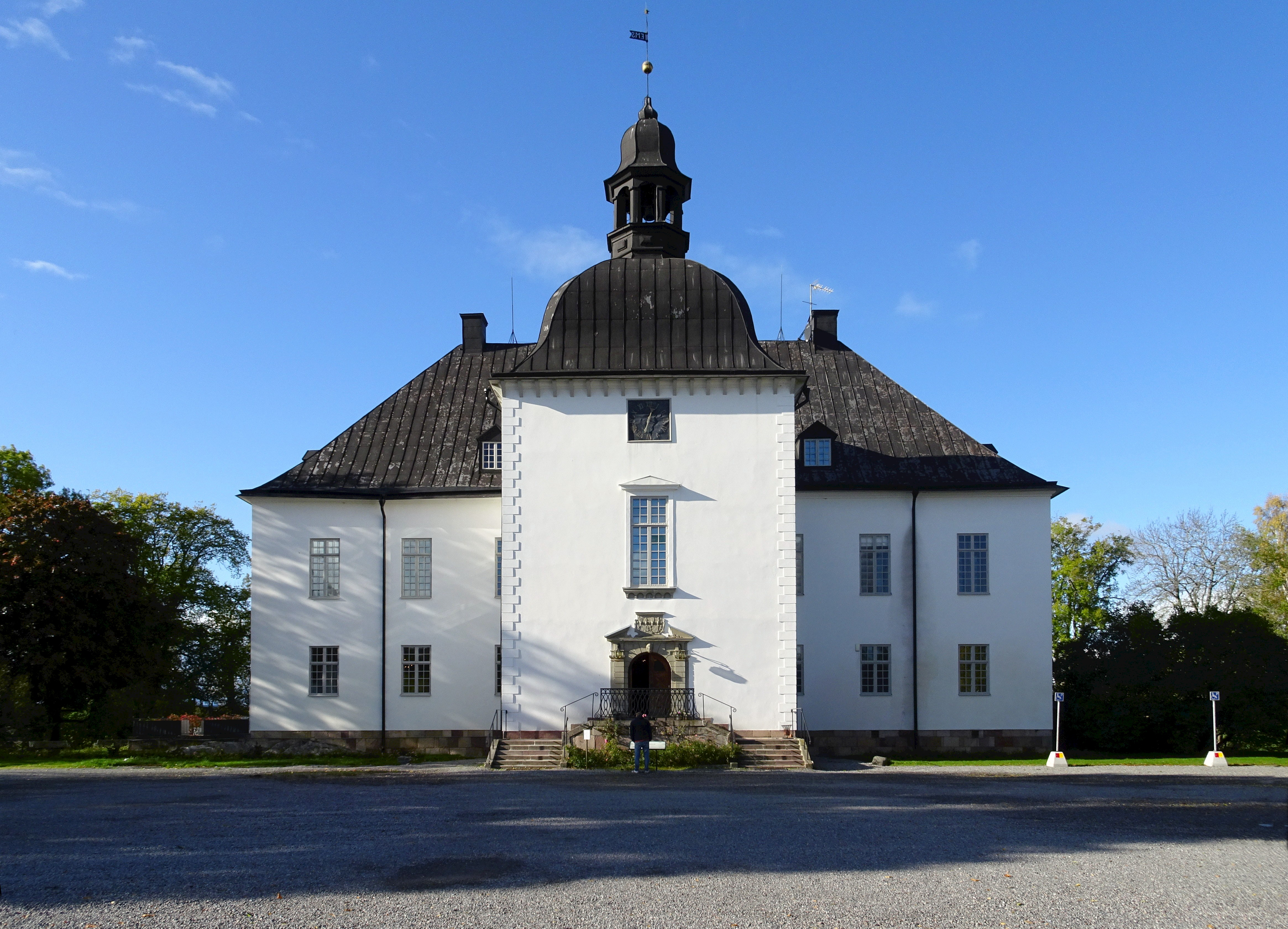
Schloss Årsta (2017)

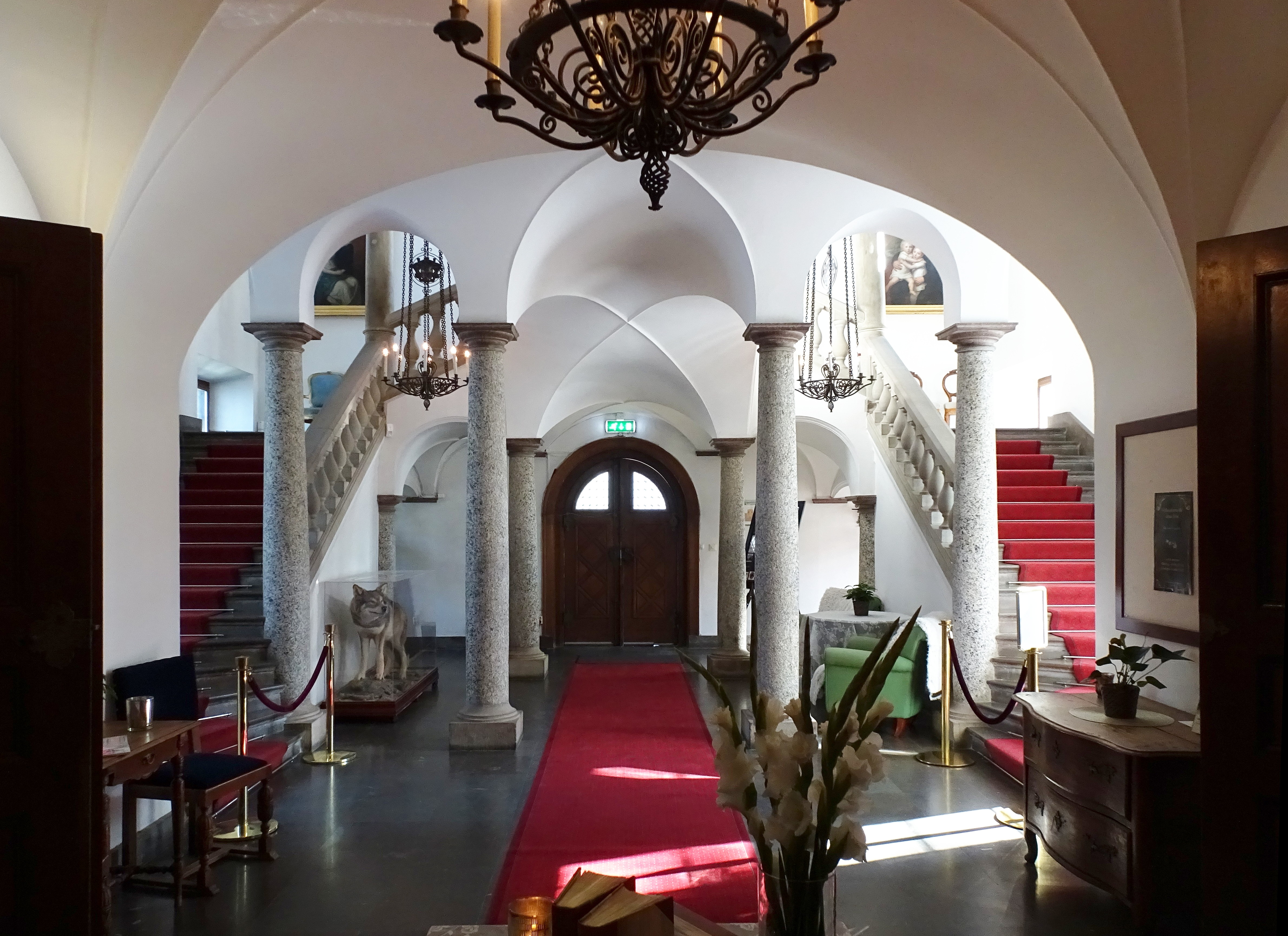
Schloss Årsta, Eingangshalle

Schloss Årsta (Årsta slott) ist ein Schloss in der Gemeinde Haninge in der Nähe Stockholms.
Årsta wurde im 13. Jahrhundert Sitz der schwedischen Komturei des Deutschen Ordens aus Livland. 1467 ging es in den Besitz von Erik Axelsson Tott über. Das Schloss wurde um 1660 für Admiral Bjelkenstjerna umgebaut, als Architekt war möglicherweise Erik Dahlberg beteiligt. Anfang des 19. Jahrhunderts erwarb es Carl Fredrik Bremer, dessen Tochter, die Schriftstellerin Fredrika Bremer, hier und in Stockholm lebte. Als Fredrika Bremer in dem Haus 1865 starb, gehörte es bereits seit 1853 dem schwedischen Industriellen Lars Johan Hierta, der die Zeitung Aftonbladet gegründet hatte. Das Schloss wechselte noch mehrfach den Besitzer und ging 1966 in das Eigentum der Gemeinde Österhaninge (heute Gemeinde Haninge) über.